# Bulbophyllum dolichoblepharon
Bulbophyllum dolichoblepharon là một loài phong lan thuộc chi Bulbophyllum.